# ソウル大学校師範大学附属高等学校
ソウル大学校師範大学附属高等学校（ソウルだいがっこうしはんだいがくふぞくこうとうがっこう、韓国語: 서울대학교 사범대학 부설고등학교）はソウル特別市城北区に位置する国立の高等学校である。1921年に設立された。

## 年表
- 1921年　京城師範学校を設置
- 1946年　京城師範学校と京城女子師範学校を合併し国立ソウル大学校に帰属
- 1946年　6年制の国立ソウル大学校師範大学附属中学校を設置
- 1947年　中区乙支路校舎から東大門区龍頭洞校舎に移転
- 1951年　新学制により中学校と高等学校に分離し国立ソウル大学校師範大学附属中学校と国立ソウル大学校師範大学附属高等学校に変更
- 1971年　城北区鍾岩洞校舎(旧ソウル大学校商科大学の校舎)に移転
- 1992年　中央図書館（先農堂）開館
- 2001年　ソウル大学校師範大学附設高等学校に校名変更
- 2014年　国立ソウル大学校が国立大学法人ソウル大学校に帰属
- 2019年　新築校舎を完成
- 2020年　附属高等学校の旧館を「国立大学法人ソウル大学校附設学校振興院」として譲渡・使用開始

## 著名な出身者
- 李基俊 - 大韓民国第47代国務副総理・第22代ソウル大学校総長
- 李健煕 - 大韓民国の実業家・サムスングループの代表取締役会長
- 洪思徳 - 大韓民国第16代国会副議長
- 崔光律 - 大韓民国憲法裁判所裁判官・弁護士
- 金承鎭 - 大韓民国司法部司法研修院長
- 李熙範 - 大韓民国第8代産業資源部長官・第26代韓国貿易協会長
- 金鍾亮 - 大韓民国教育部教育行政委員・漢陽大学校総長
- 朱燉植 - 大韓民国第32代文化体育部長官
- 李光炯 - 第17代 KAIST（韓国科学技術院）総長
- 権五俊 - ポスコ（浦項製鉄Posco）取締役会長
- 鄭俊陽 - 浦項工科大学校 (POSTECH)第8代理事長
- 李洙彬 - サムスン経済研究所（サムスングローバルリサーチ）所長
- 朴起東- ソウル芸術大学校教授・文学者・作家
- 張英姬 - 西江大学校教授・言論人・作家
- 宋弼鎬 - 韓国新聞協会長・中央日報代表取締役
- 李光勳 - 文学評論家・京郷新聞論説委員長
- 金永吉 - KAIST（韓国科学技術院）材料工学科教授・同大学の常任理事長
- 宋鎭彤 - KIST（韓国科学技術研究院）次世代半導体研究所主席研究員・光電素材研究院長
- 李範觀 - 大韓民国第17代大統領府民情秘書官・大検察庁公安検事長
- 金瓊任 - 大韓民国政府外交部外交官・駐チュニジア共和国大使
- 李仁浩 - 韓国放送公社(KBS)第9代・第10代理事長、駐ロシア連邦共和国大使
- 全光宇 - 大韓民国政府金融監督委員会委員長・国民年金公団理事長
- 金聖翰 - 大韓民国政府第5代国家安保室長
- 崔明相 - 大韓民国空軍参謀長・空軍大学総長
- 金判圭 - 韓国海軍士官学校第49代校長・大韓民国海軍参謀長
- 趙成台 - 大韓民国第35代国防部長官